# Nobi Nobi
Nobi Nobi is een bestuurslaag in het regentschap Timor Tengah Selatan van de provincie Oost-Nusa Tenggara, Indonesië. Nobi Nobi telt 3321 inwoners (volkstelling 2010).